# Peters-Haftscheibenfledermaus

Verbreitung der Peters-Haftscheibenfledermaus

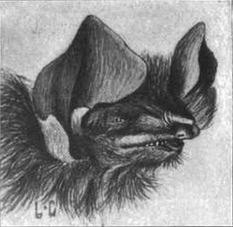
Zeichnung des Kopfes von 1904

Die Peters-Haftscheibenfledermaus (Thryoptera discifera) ist ein in Mittel- und Südamerika verbreitetes Fledertier in der Familie der Amerikanischen Haftscheibenfledermäuse. Das Typusexemplar stammt aus der Umgebung der Hafenstadt Puerto Cabello in Venezuela. Die Art ist eng mit der Spix-Haftscheibenfledermaus verwandt. Die Unterart T. d. abdita ist umstritten.

## Merkmale
Diese Fledermaus ist das kleinste Familienmitglied mit einer Kopf-Rumpf-Länge von 41 bis 47 mm, einer Schwanzlänge von 27 bis 35 mm und mit 32 bis 34 mm langen Unterarmen. Gewichtsangaben fehlen, die Hinterfüße sind 5,5 bis 7 mm lang und die Länge der Ohren beträgt etwa 14 mm. Typisch ist langes braunes Fell auf der Oberseite, das nicht wollig ist. Unterseits kommt hellbraunes oder gelbbraunes Fell vor, ohne unterschiedliche Haarabschnitte. Wie bei anderen Gattungsvertretern ist eine runde Haftscheibe auf dem Daumen vorhanden. Zusätzlich kommen warzenartige Auswüchse an den Flughäuten vor. Der diploide Chromosomensatz enthält 32 Chromosomen (2n=32). Ein weiteres Unterscheidungsmerkmal ist die Ausformung des zweiten Schneidezahns pro Seite im Oberkiefer. Im Gegensatz zur Spix-Haftscheibenfledermaus hat die Art nur einen Auswuchs am Fersensporn (Calcar).

## Verbreitung
Die Peters-Haftscheibenfledermaus hat ein weites Verbreitungsgebiet von Panama über Kolumbien, Ecuador, das östliche Peru, Venezuela und die Region Guyanas bis ins südliche Amazonasgebiet in Brasilien. Isolierte Populationen gibt es in Nicaragua. Die Tiere leben im Flachland und in Gebirgen bis 1650 Meter Höhe. Sie halten sich in immergrünen Wäldern und in Plantagen auf.

## Lebensweise
Kleine Gruppen mit 7 bis 10 Mitgliedern ruhen in zusammengerollten trockenen Bananenblättern oder in Blättern von Helikonien. Dabei kommen durchschnittlich 4 Männchen auf 10 Weibchen. Diese Fledermaus jagt nachts Insekten. Zur Fortpflanzung ist nichts bekannt.

## Gefährdung
Für den Bestand sind keine Bedrohungen bekannt. Trotz seltener Beobachtungen scheint die Art eine große Gesamtpopulation zu haben. Die IUCN listet die Peters-Haftscheibenfledermaus als nicht gefährdet (least concern).